# Pohlheim
Pohlheim est une municipalité allemande située dans le land de la Hesse et l'arrondissement de Giessen.

## Source et références
- (de) Cet article est partiellement ou en totalité issu de l’article de Wikipédia en allemand intitulé « Pohlheim » (voir la liste des auteurs).